# Pierre Vimont

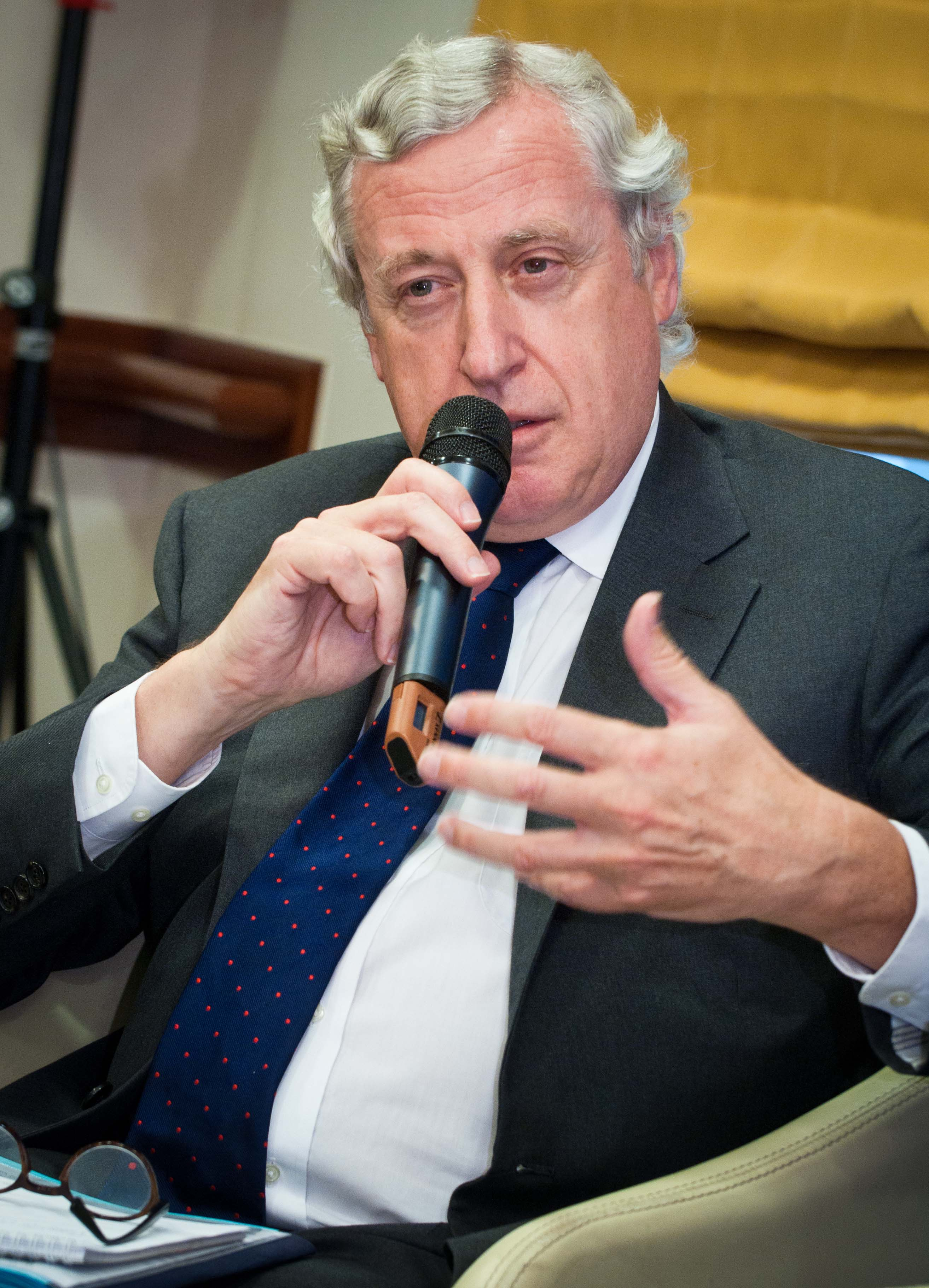
Pierre Vimont (2011)

Pierre Vimont (* 15. Juni 1949) ist ein französischer Diplomat. Er wurde am 25. Oktober 2010 von der Hohen Vertreterin der EU für Außen- und Sicherheitspolitik Catherine Ashton zum Geschäftsführenden Generalsekretär des Europäischen Auswärtigen Dienstes ernannt. Zuvor war er seit 2007 Botschafter Frankreichs in Washington, D.C.

## Leben
Nach seinem Jurastudium besuchte Pierre Vimont das Institut d’Etudes Politiques (Sciences Po) in Paris. 1977 schloss er sein Studium an der École nationale d’administration (E.N.A) ab. Anschließend begann er eine diplomatische Karriere im französischen Außenministerium.
Pierre Vimont ist Träger des Nationalen Verdienstordens Frankreichs (Ordre National du Mérite).

## Karriere
- 1977–1978: Zweiter Sekretär der französischen Botschaft in London
- 1978–1981: Erster Sekretär der französischen Botschaft in London
- 1981–1985: Mitarbeiter der Abteilung Presse des französischen Außenministeriums in Paris
- 1985–1986: Mitarbeiter des EastWest Institutes in New York
- 1986–1990: Zweiter Berater in der Ständigen Vertretung Frankreichs bei der Europäischen Gemeinschaft in Brüssel
- 1990–1993: Kabinettschef des Ministers für europäische Angelegenheiten, Paris
- 1993–1996: Leiter für wissenschaftliche, technische und Bildungskooperation im französischen Außenministerium, Paris
- 1996–1997: Generaldirektor für wissenschaftliche, technische und Kulturangelegenheiten des französischen Außenministeriums, Paris
- 1997–1999: Direktor für Europäische Zusammenarbeit, Paris
- 1999–2002: Botschafter, Ständiger Vertreter Frankreichs bei der Europäischen Union in Brüssel
- 2002–2007: Kabinettschef des französischen Ministers für auswärtige Angelegenheiten
- 2007–2010: Botschafter Frankreichs in den Vereinigten Staaten von Amerika, Washington[2]
- 2010–2015: Generalsekretär des Europäischen Auswärtigen Dienstes, Brüssel